# Български наименования в Антарктика Ъ
А | Б | В | Г | Д | Е | Ж | З | И | Й | К | Л | М | Н | О | П | Р | С | Т | У | Ф | Х | Ц | Ч | Ш | Щ | Ъ | Ю | Я
| наименование | вид на обекта | местоположение          | координати                                                          |
| ------------ | ------------- | ----------------------- | ------------------------------------------------------------------- |
| Ъглен        | морски нос    | Южни Шетлъндски острови | 62°34′41″ ю. ш. 61°09′14″ з. д. / 62.578056° ю. ш. 61.153889° з. д. |